# Успенская церковь (Тула)
Успенская церковь — недействующий православный храм в Туле.

## История

### Основание
Первое документальное упоминание о церкви Успения в Павшинской слободе содержится в грамоте царя Михаила Федоровича, данной на имя тульского осадного головы Ивана Васильевича Зыбина в 7132 (1624) году. Там она именуется «храм Успения Пресвятые Богородицы да Николы чудотворца за острогом против Флоровских ворот». Была она в то время деревянной. Анализируя царскую грамоту, можно предположить, что церковь Успения была построена в первой четверти XVII века вместо стоявшей дальше от острога Благовещенской церкви, видимо, упразднённой после строительства нового храма.
В 1720 году прихожане и священнослужители обратились к митрополиту Коломенскому и Каширскому Иоанникию с прошением о возведении вместо обветшавшей деревянной церкви во имя Успения Пресвятой Богородицы в Павшинской слободе (именно это наименование церкви станет впоследствии общеупотребительным) каменного здания храма. Храмозданная грамота была дана, причём в ней содержалось условие: «… на той церкви построить главы круглые, чешуйчатые, алтари круглые же по новоизданному повелительному образцу».
Возведение нового храма во имя Успения Пресвятой Богородицы с приделом Николая Чудотворца завершилось в 1733 году. На иконостасном образе, стоявшем рядом с северными дверьми алтаря, имелась надпись: «Божией милостию и поспешением Св. Духа построен сей Св. храм и иконостас с св. иконами в лето 1733-е при державе великой государыни Императрицы Анны Иоанновны тщанием и иждивением туленина Герасима Авксентиева Пастухова. Иконописец Семен Фалеев Калуженин с учеником». Купцы Пастуховы были «первостатейными прихожанами церкви по богатству и по усердию к пользам храма».
Каменная Успенская церковь, обветшавшая с течением времени и имевшая довольно тесную трапезную, требовала расширения и основательного ремонта. Реконструкция храма была задумана ещё в 1790 году, но не проводилась до 1808 года из-за скудости денежных средств. Ремонтно-строительные работы были полностью завершены к 1812 году. Церковь получила железную кровлю и новую трапезную с двумя приделами — во имя Николая Чудотворца и во имя Иконы Божией Матери «Всех скорбящих Радость». Деньги на все это пожертвовали преимущественно купцы Сушкины: Николай Осипович, Иван Петрович, Фока Никитич и его сын Никита.

### XIX век
В 1814—1816 годы на средства прихожан возвели колокольню. Строительство осуществлялось под надзором прихожанина храма мещанина Евдокима Васильевича Бровкина. На колокольне имелось семь колоколов. На самом большом из них 218-пудовом была надпись: «1859 г. Июля 30 в Успенскую церковь, что в Павшинской слободе, слит по усердию прихожан почётных граждан братьев Михаила и церковного старосты Ивана Денисовича Сушкиных с их семействами, в Туле на заводе Н. И. Черникова».
При храме были каменная часовня, построенная в 1810 году, и богадельня, построенная в 1845 году иждивением потомственного почётного гражданина И.Д. Сушкина. Строительство богадельни обошлось ему в полторы тысячи рублей серебром. В 1863 году в каменной богадельне при Успенской церкви проживали 12 человек.
Почти 2,8 тысячи рублей серебром потратил И. Д. Сушкин на устройство иконостасов в двух приделах трапезной. До 7 тысяч рублей он пожертвовал на новые иконы для храма, церковную утварь, облачения для священников. Приобретал иконы для Успенской церкви и его сын Пётр Иванович Сушкин.
В 1876 году закончилась пристройка к храму ещё двух приделов: во имя иконы Божией Матери «Скоропослушница» и во имя великомученика Пантелеймона. Деньги на это пожертвовал потомственный почётный гражданин Пётр Иванович Сушкин. В октябре приделы были освящены.
П. И. Малицкий отмечал: «Благодаря усердию братьев Сушкиных, церковь отличается богатством украшений. Заслуживает особенного внимания по искусству работы и ценности одежда на главном престоле, сделанная из серебра 84 пр[обы] с позолотою рельефных на ней изображений; весу в ней 8 пуд[ов] 1 ф[унт] 43 зол[отника] (то есть свыше 130 кг. — Н. К.), стоимостию она 16899 рубл. Равно на иконах храма имеются тяжеловесные оклады из серебра…»

### XX век
В 1915 году в приделах были установлены новые иконостасы. Деньги на их устройство пожертвовал церковный староста потомственный почётный гражданин Александр Васильевич Пуговкин. Прежние иконостасы были переданы в церковь села Новоспасское Тульского уезда, сильно пострадавшую от пожара. А. В. Пуговкин приобретал для храма иконы и серебряные оклады для них, содержал на свои средства церковный хор. С 1887 года при храме действовала церковноприходская школа.
По церкви назывался ведущий к ней переулок. В 1923 году Успенский переулок переименовали в Павшинский.
Церковь была закрыта в 1930-х годах. В 1961 году в бывшей церкви размещалась Тульская станция обслуживания автомобилей. В 1991 году здание храма было поставлено на госохрану в качестве памятника истории и культуры регионального значения. В настоящее время здание находится в оперативном управлении Аварийно-диспетчерской службы города Тулы.

## Источник
Лозинский Р. Р. Страницы минувшего. — Тула: НИК Администрации города Тула, 1994. — С. 38. — 84 с.